# Stefan Kürti
Stefan Kürti, né en 1960, est un astronome amateur
slovaque.
Le Centre des planètes mineures le crédite de la découverte de dix-huit astéroïdes entre 2010 et 2013, dont douze avec la collaboration de Krisztián Sárneczky.
L'astéroïde (132798) Kürti lui a été dédié.

## Astéroïdes découverts
| (275264) Krisztike       | 9 janvier 2010  |
| (336680) Pavolpaulík     | 10 janvier 2010 |
| (353232) Nolwenn         | 6 février 2010  |
| (376029) Blahová         | 12 février 2010 |
| (376694) Kassák          | 30 janvier 2011 |
| (381904) Beatita         | 12 février 2010 |
| (471109) Vladobahýl      | 12 février 2010 |
| (541982) Grendel         | 16 mars 2012    |
| (542026) Kaszásattila    | 24 mars 2011    |
| (542461) Slovinský       | 3 octobre 2010  |
| (543698) Miromesaroš     | 6 octobre 2011  |
| (543914) Tessedik        | 15 mars 2012    |
| (544541) Srholec         | 24 mars 2011    |
| (545167) Bonfini         | 30 janvier 2011 |
| (546498) Demjénferenc    | 31 octobre 2010 |
| (548690) Hazucha         | 28 octobre 2010 |
| (549228) Labuda          | 24 mars 2011    |
| (549229) Bánjános        | 24 mars 2011    |
| (563716) Szinyeimersepál | 31 octobre 2013 |
| (589841) Strobl          | 28 octobre 2010 |